# Zeedijk
La Zeedijk (« digue de la mer » en néerlandais) est une rue d'Amsterdam.

## Situation et accès
Située dans l'arrondissement du Centrum, elle constitue la frontière nord et est du quartier de De Wallen (qui abrite le quartier rouge), et relie le Prins Hendrikkade au Nieuwmarkt.
Très animée, la rue est aujourd'hui fréquentée pour ses restaurants asiatiques, où sont proposées des spécialités à la fois chinoises, vietnamiennes et thaïlandaises.
Située dans l'actuel quartier chinois de la ville, la rue a longtemps été située dans un quartier rongé par la criminalité et la drogue, jusqu'à sa réhabilitation par la ville à la fin des années 1990. 
Le quartier de Zeedijk est également connu sous le nom de « Quartier nautique » (Nautisch Kwartier) en raison de son histoire de quartier autrefois habité par les marins.

## Historique
Initialement, la Zeedijk fut construite au XIIIe siècle comme une digue de protection contre les eaux de l'IJ, qui était directement reliée à la Zuiderzee jusqu'en 1872. La forme courbée de la rue est un héritage direct de l'ancien tracé de la digue. Au milieu de l'ancienne digue se trouve l'ancienne Porte Saint-Antoine (Sint Anthoniespoort), ancienne porte de la ville aujourd'hui connue sous le nom de Waag. Au-delà de la porte, la section de la digue qui se prolongeait vers le sud-est portait le nom de « digue Saint-Antoine » (Sint Antoniesdijk), à l'emplacement de l'actuelle Sint Antoniesbreestraat. Au nord de la rue se trouve l'ancienne chapelle Saint-Olaf (Sint Olofskapel), datant de 1425, désacralisée et louée pour des réceptions privées et des conférences.
Le quartier situé autour de la rue est l'un des plus anciens de la ville. En 1544, Zeedijk devint la première rue de la ville à être munie d'un système d'éclairage permanent. Jusqu'au XVIIe siècle, la promenade formée par la route courbée était l'un des endroits les plus agréables à vivre d'Amsterdam. Cependant, à la suite de la construction du Herengracht, les marchands les plus opulents déménagèrent, faisant du quartier un rendez-vous interlope pour les marins de passage. Quelques décors de vieux bars (avec de nouvelles enseignes) et des boutiques de matériel maritime[réf. nécessaire] témoignent aujourd'hui de cette époque.

## Bâtiments remarquables et lieux de mémoire

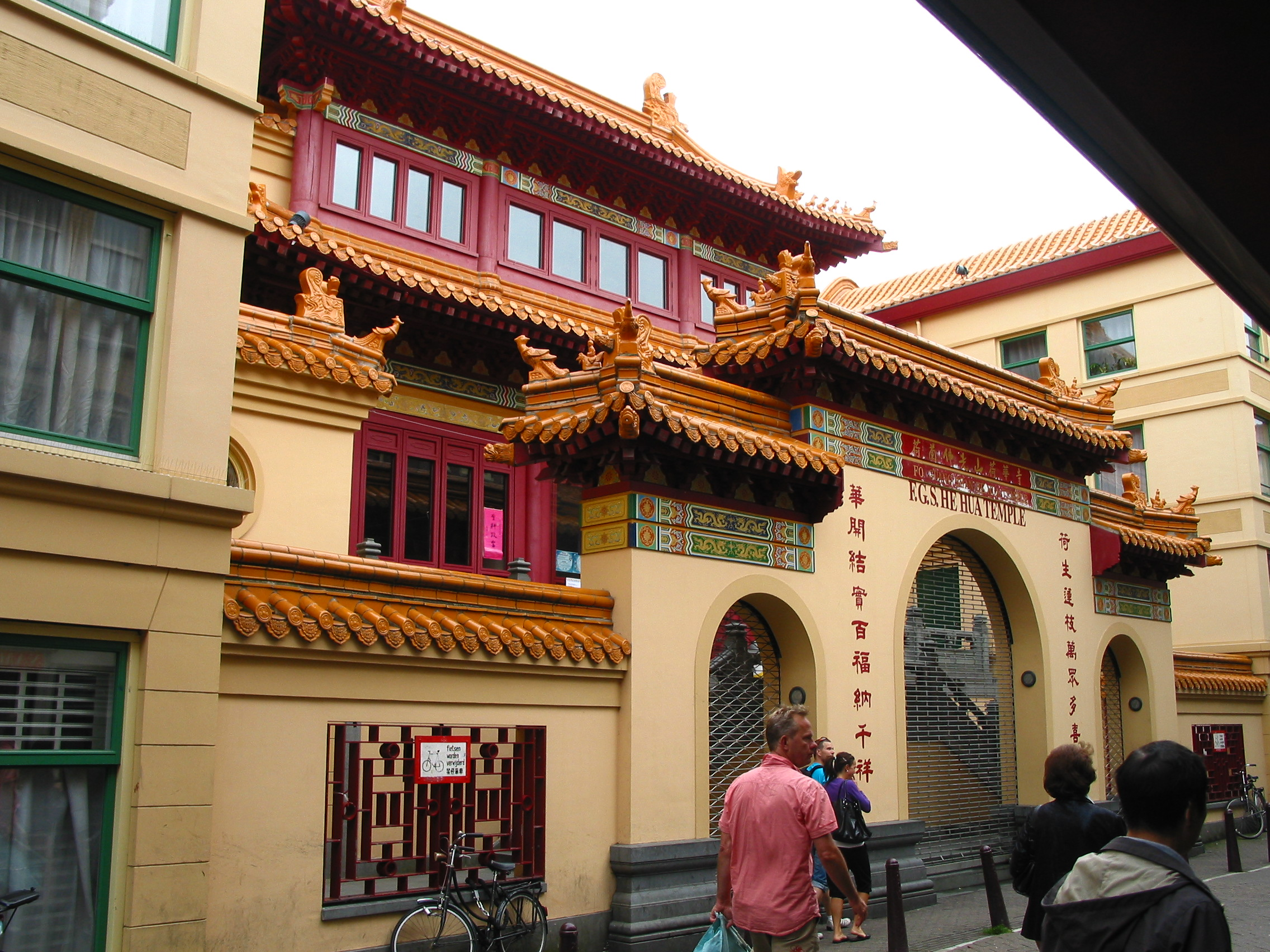
Temple bouddhiste He Hua.

Le plus grand temple bouddhiste d'Europe, le temple He Hua (ce qui signifie « fleur de lotus »), y a été inauguré le 15 septembre 2000. 